# Island of the imbeciles
Island of the imbeciles is het vijfde studioalbum van Steve Thorne die zich beweegt op de scheidslijn tussen singer-songwriter en progressieve rock. Het album is grotendeels bij de musici thuis of in hun eigen geluidsstudio opgenomen. Mix vond plaats in de Aubitt Studio in Southampton. Opnieuw leverde Thorne commentaar op het Verenigd Koninkrijk (Island of the imbeciles) met koninklijke families en regeringsleiders/zakenlui ("privileged boys"), die wereld plunderden ("passing laws to grab themselves a bigger slice of pie").

## Musici
- Steve Thorne – alle muziekinstrumenten en zang
- Robin Armstrong – gitaar  (tracks 4, 7, 8)
- Tony Levin – basgitaar (tracks 3, 7)
- Nick D'Virgilio – drumstel (tracks 3, 4, 6, 7, 8, 9)
- James McLaren – achtergrondzang (track 10)

## Muziek
| Nr. | Titel                            | Duur |
| --- | -------------------------------- | ---- |
| 1.  | In the frame (Thorne)            | 5:11 |
| 2.  | Animal (Thorne)                  | 6:31 |
| 3.  | Colours of torment (Thorne)      | 4:44 |
| 4.  | Don’t fear tomorrow (Thorne)     | 3:46 |
| 5.  | Island of the imbeciles (Thorne) | 3:40 |
| 6.  | Dear mother Earth (Thorne)       | 3:25 |
| 7.  | Let me down (Thorne)             | 4:48 |
| 8.  | Ancestors (Thorne)               | 4:35 |
| 9.  | Ashes (Thorne)                   | 6:49 |
| 10. | They are flesh (Thorne)          | 6:48 |